# Jeff Plate
Jeff Plate (26 de marzo de 1962 en Nueva York) es un baterista y percusionista estadounidense, reconocido por su asociación con la banda de heavy metal Savatage.

## Carrera
Plate hizo parte de la formación de Savatage desde el álbum Japan Live '94 hasta Poets and Madmen, producción de 2001. También integró la agrupación Trans-Siberian Orchestra y la banda de thrash metal Metal Church. Plate ha participado de todos los discos de Trans-Siberian Orchestra hasta la fecha. Puede ser escuchado en el álbum A Light in the Dark, de Metal Church.

## Discografía

### Savatage
- Japan Live '94 / Live In Japan (1995) (Directo)
- Dead Winter Dead (1995)
- Final Bell / Ghost In The Ruins (1995) (Directo)
- One Child (1996) (Sencillo)
- From The Gutter To The Stage (1996) (Recopilatorio)
- The Best And The Rest (1997) (Recopilatorio para Japón)
- The Wake Of Magellan (1997)
- Believe (1998) (Recopilatorio para Japón)
- Poets & Madmen (2001)
- Commissar (2001) (Sencillo)

### Trans-Siberian Orchestra
- Christmas Eve and Other Stories (1996)
- The Christmas Attic (1998)
- Beethoven's Last Night (2000)
- The Lost Christmas Eve (2004)
- Night Castle (2008)

### Metal Church
- A Light in the Dark (2006)
- Generation Nothing (2013)